# Heinrich Lechtenberg
Heinrich Lechtenberg (* 28. November 1895 in Münster; † 6. August 1964 in Rotta) war ein Politiker der Blockpartei CDU der DDR.

## Leben
Heinrich Lechtenberg besuchte Volksschule und Gymnasium. Danach absolvierte er eine Ausbildung zum Industriekaufmann und nahm als Soldat am Ersten Weltkrieg teil. Nach 1918 war Lechtenburg Angestellter der Stadtverwaltung Düsseldorf. Er schied aus dem Verwaltungsdienst aus und übernahm in Berlin die Leitung einer Baufirma. Heinrich Lechtenberg trat nach dem Zweiten Weltkrieg in die CDU ein und übernahm im Landratsamt Calau die Leitung der Abteilung für den Aufbau der Industrie. Nach den Kommunalwahlen 1946 wurde er zum Kreisrat und stellvertretenden Landrat ernannt. Lechtenberg war stellvertretender Kreisvorsitzender in Landkreis Calau und ab April 1949 Mitglied im brandenburgischen Landesvorstand der CDU. Im November 1950 entsandte ihn die CDU nach Mecklenburg, wo er das Amt des Ministers für Aufbau und Industrie im Kabinett Höcker II übernahm. Trotz Überwachung durch das Ministerium für Staatssicherheit blieb Lechtenberg bis 1952 im Amt. 1952 wurde er zum stellvertretenden Vorsitzenden im Rat des Bezirkes Neubrandenburg berufen. Er war seit 1949 Mitglied der Volkskammer und gehörte seit 1952 dem Bezirkstag Neubrandenburg an.